# 조연호 (1965년)
조연호(1965년 2월 21일 ~ )는 대한민국의 배우이다.

## 출연작

### 영화
- 《스파 나잇》 (2017년) - 진 역
- 《방황하는 칼날》 (2014년) - 철용 부 역
- 《댄싱퀸》 (2012년) - 지하철 중년 역
- 《백야행 - 하얀 어둠 속을 걷다》 (2009년) - 인천 반장 역
- 《초감각 커플》 (2008년) - 수사반장 역
- 《두 얼굴의 여친》 (2007년) - 정신과 의사 역
- 《조용한 세상》 (2006년) - 자살 남 역
- 《어느날 갑자기 두 번째 이야기 - 네 번째 층》 (2006년) - 생활지원센터 과장 역
- 《강적》 (2006년) - 성동훈 역
- 《방과후 옥상》 (2006년) - 국사선생 역
- 《마리와 나》 (2005년)
- 《정말 큰 내 마이크》 (2005년)
- 《6월의 일기》 (2005년) - 수사과장 역
- 《무영검》 (2005년) - 신료 2  역
- 《알포인트》 (2004년) - 수사관 역
- 《순간접착제》 (2004년)
- 《1학년 1학기》 (2003년) - 아버지 역
- 《여섯 개의 시선》 (2003년) - 주민 4 역
- 《4인용 식탁》 (2003년) - 김인수 역
- 《출근》 (2000년) - 조 형사 역
- 《비천무》 (2000년) - 화상 역
- 《알바트로스》 (1996년) - 남죄수 5 역

### 연극
- 《황색여관》 - 은퇴자 역
- 《달빛 안갯길》 - 꼽추 승려 역
- 《조씨고아, 복수의 씨앗》 - 제미명 외 역
- 《섹션A 연우소극장》 - 사내 역
- 《상록수》 - 강기천 역
- 《가을 반딧불이》 - 슈헤이 역
- 《꼴까닭 호프》
- 《한 여름밤의 꿈》
- 《여름과 연기》
- 《아일랜드행 소포 》
- 《바다를 향하는 사람들》